# Willendorfska Venera
Willendorfska Venera je znana kot ženska iz Willendorfa. Je 11,1 cm visok kipec ženske figure, nastale približno med 28.000 in 25.000 let pred našim štetjem.  Leta 1908 jo je našel delavec z imenom Johann Veran ali Josef Veram med izkopavanji, ki so jih vodili arheologi Josef Szombathy, Hugo Obermaier in Josef Bayer, na paleolitskem najdišču blizu Willendorfa,  vasi v Spodnji Avstriji, v bližini mesta Krems. Kipec je izklesan iz oolitskega apnenca, ki ni s tega območja, s pridihom rdeče okre. Figurica je shranjena v muzeju Naturhistorisches na Dunaju v Avstriji. 
Odkrili so še nekaj podobnih kipcev in druge oblike umetnosti ter jih poimenovali figurice Venere, čeprav so zgodnejše od mitološke slike.

## Datiranje
Po različnih predlaganih datumih glede na spremenjene stratigrafske analize v letu 1990 je bilo ocenjeno, da je bila figurica izrezljana med 24.000-22.000 pred našim štetjem , vendar so novejše ocene to letnico potisnile nazaj na med približno 28.000 in 25.000 pred našim štetjem.
Menijo, da je bila figurica izklesana v obdobju paleolitika, znanem tudi kot »stara kamena doba«. To obdobje prazgodovine se je začelo okoli 30.000 pred našim štetjem.

## Namen
Zelo malo je znano o njenem izvoru, načinu ustvarjanja ali kulturnem pomenu, pa je ena številnih figuric Venere ali predstavitev ženske figure, ohranjene iz paleolitskega obdobja.
O namenu kipca ugibamo. Nikoli ni imela nog, da bi se postavila nanje. Deli telesa, povezani s plodnostjo in rojstvom otrok, so poudarjeni, zato vodilni raziskovalci verjamejo, da bi se lahko Willendorfska Venera uporabljala kot boginja plodnosti. Njen obraz ni viden, njena glava je pokrita s krožnimi vodoravnimi pasovi, kot da so to spleteni lasje ali je vrsta frizure.
Vzdevek, ki ga je izzvala primerjava s klasično podobo Venere, je sporen. Po mnenju Christopherja Witcomba je »ironična identifikacija teh figuric kot Venera prijetno zadovoljna predpostavka v času o primitivnosti, ženskah in okusu«. Catherine McCoid in LeRoy McDermott imata hipotezo, da bi lahko bile figurice ustvarjene kot avtoportreti.
Sprva je bil vzdevek la poire (hruška) - na račun njene oblike. Za Piette je lahko ime Venera prišla na misel v tem konkretnem primeru, ker so poudarjene sramne ustnice vulve in vidno rahlo izbočeno sramno območje, ki se okusno nanaša na le mont de Venus - Venerin griček ali mons pubis. Venera je postal skupni izraz, ki se uporablja za istovetnost vseh najdb debelih kipcev žensk.